# Ennomos fuscantaria
Ennomos fuscantaria là một loài bướm đêm trong họ Geometridae.

## Hình ảnh

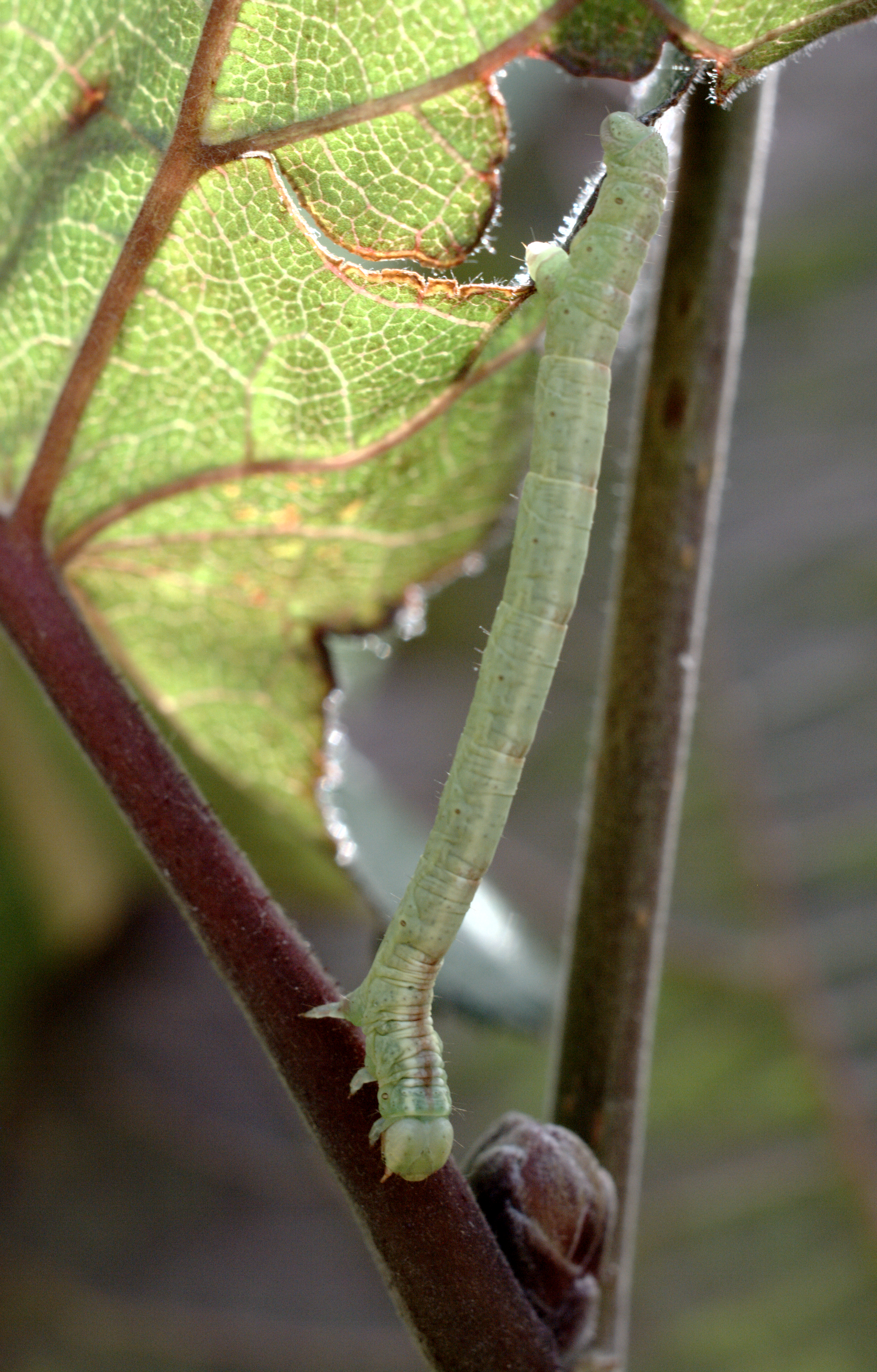
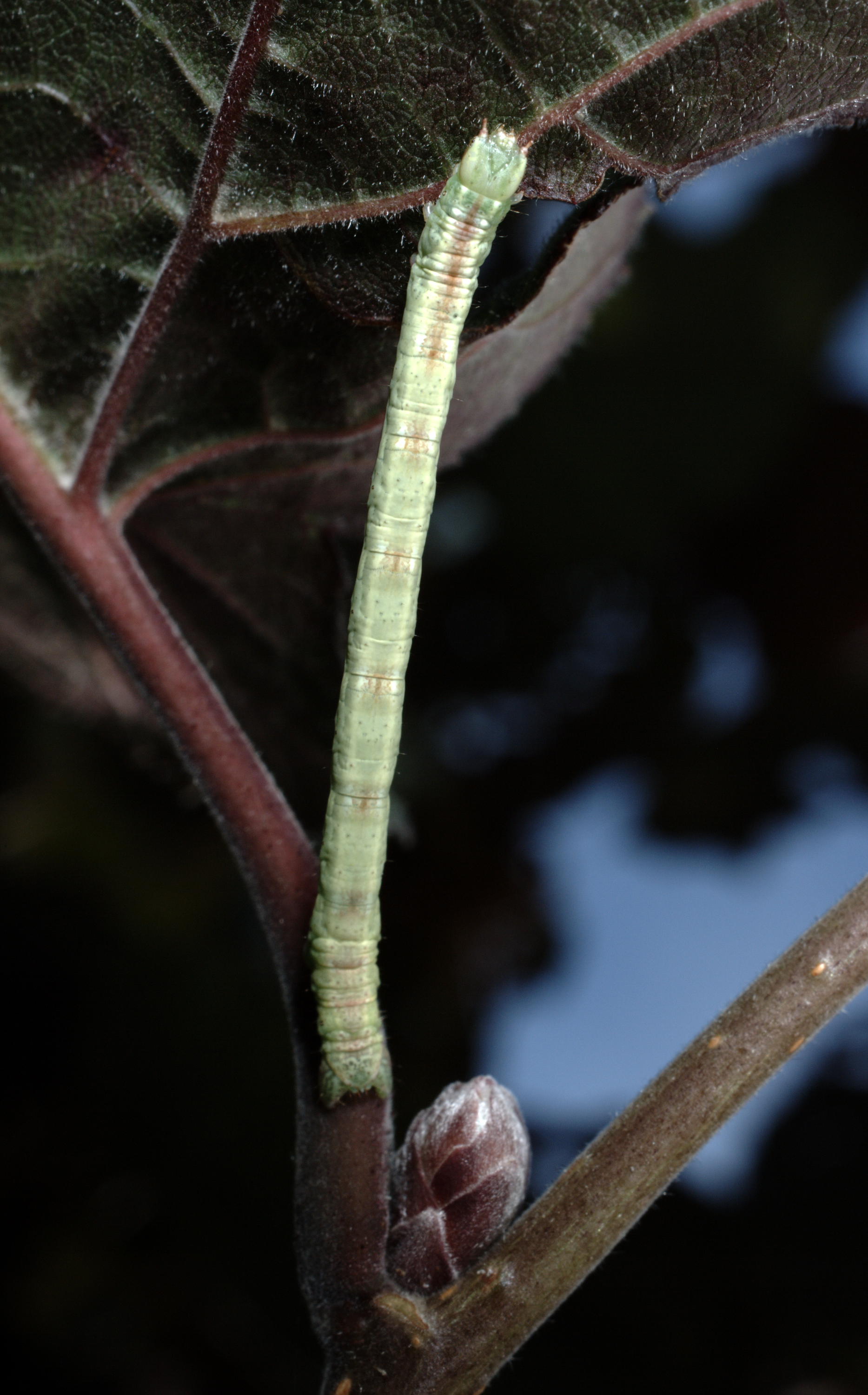
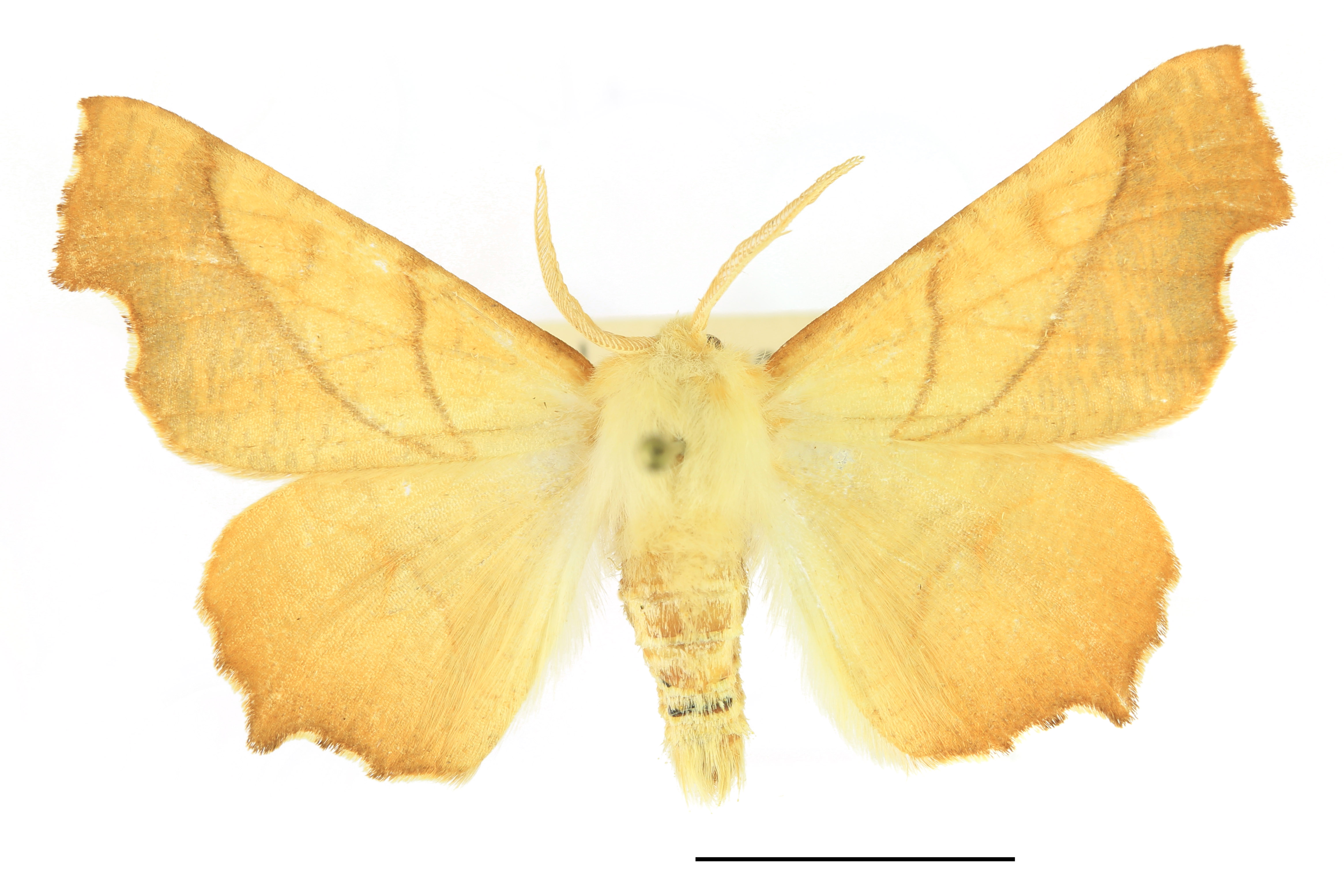
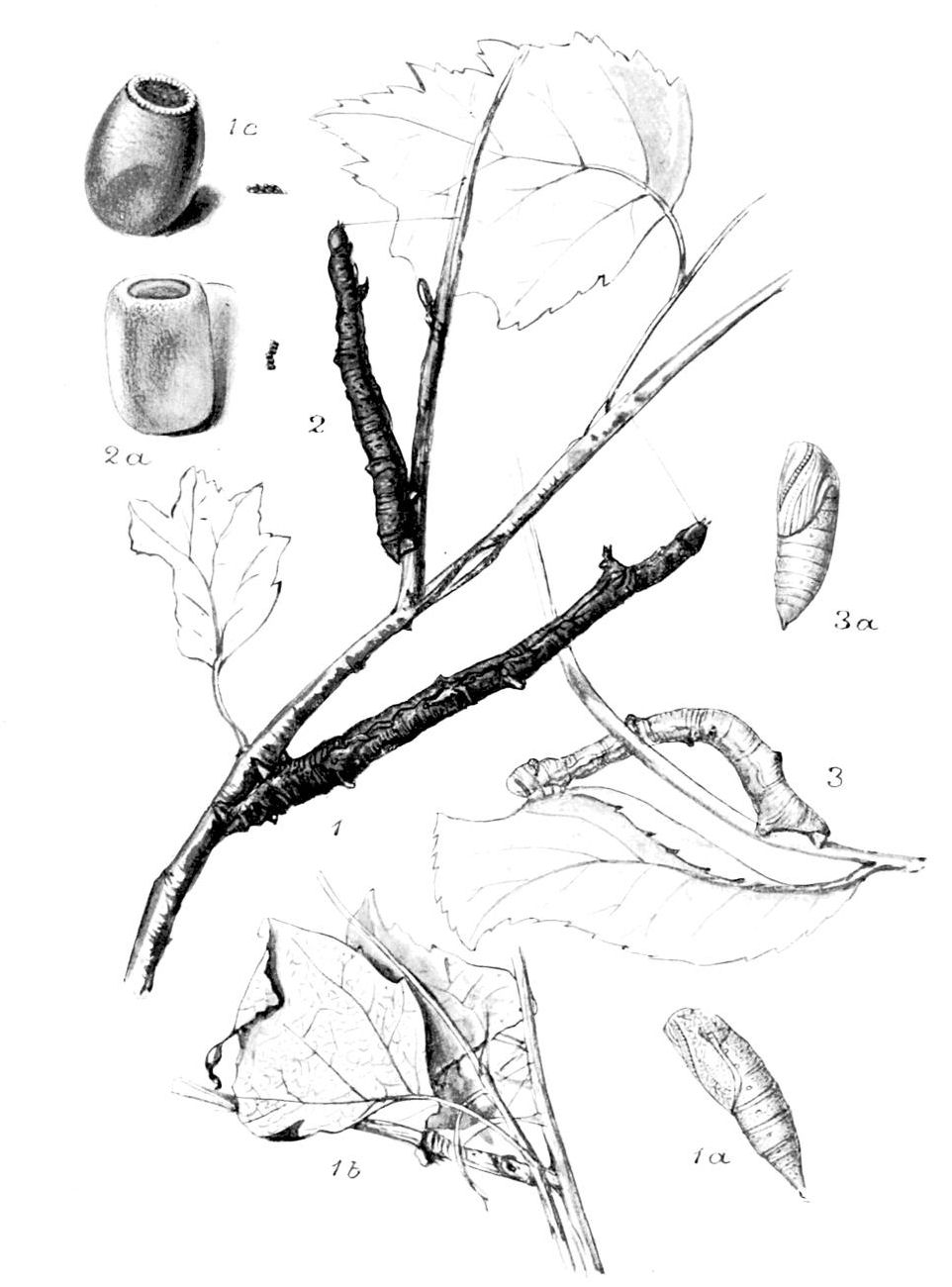